# 薩卡特科盧卡 (拉巴斯省)

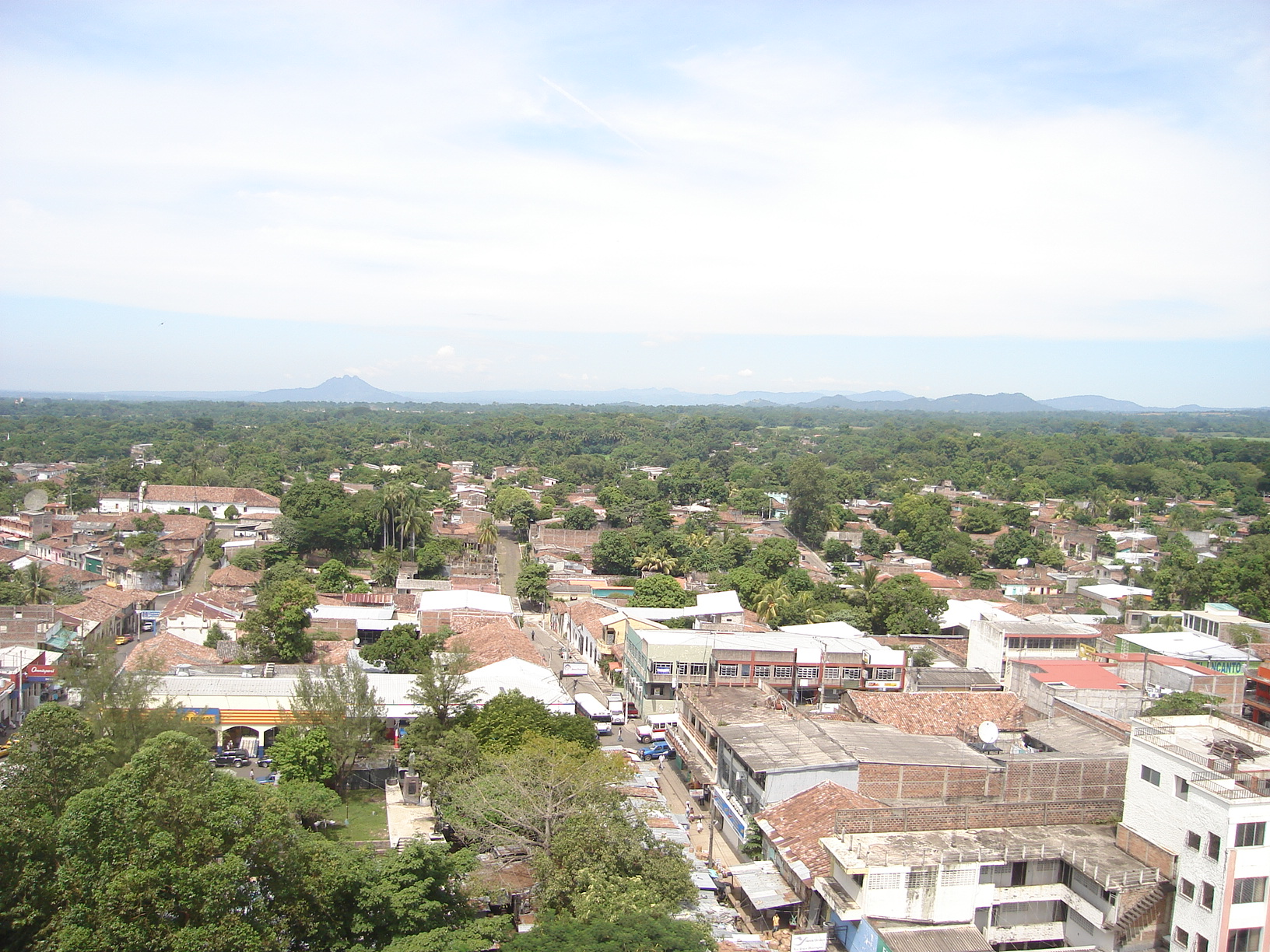

薩卡特科盧卡（西班牙語：Zacatecoluca），是薩爾瓦多的城鎮，位於該國南部，是拉巴斯省的首府，面積425.69平方公里，海拔高度210米，2016年人口75,100，人口密度每平方公里0.16人。
13°30′N 88°52′W / 13.500°N 88.867°W